# Templo de Los Olivos
El templo de Los Olivos es uno de los templos construidos y operados por La Iglesia de Jesucristo de los Santos de los Últimos Días, el cuarto templo SUD construido en el Perú, ubicado en el distrito de San Martín de Porres de la ciudad de Lima. El nuevo templo en Lima se ubica a unos 25 km al norte del Templo de Lima en La Molina. Siendo el segundo templo en la ciudad de Lima, se convierte en la segunda ciudad en tener más de un templo SUD.
El templo tiene puertas abiertas por el público desde el 10 de noviembre al 9 de diciembre.Después de esas fechas, solo se permitirá a los miembros de la Iglesia de Jesucristo que tengan una recomendación para los templos.

## Historia
El restaurador SUD Parley P. Pratt viajó a Chile en 1851 e hizo mención del Perú sin poder llegar al país por falta de recursos. Los primeros misioneros SUD llegaron a Suramérica en los años 1920 a Argentina y Brasil. El primer misionero en Perú llegó a Mollendo en 1927. Luego de la guerra, la primera misión se estableció en el país en 1956 organizándose ese mismo año la primera congregación en una rama de la iglesia. La primera estaca fue organizada en 1970. El templo de Lima fue dedicado en 1986 y en 2013 la iglesia organizó la estaca número 100 en Perú, el cuarto país en lograr el hito después de Estados Unidos, México y Brasil.

## Anuncio
En la conferencia general de la iglesia SUD del 3 de abril de 2016, el entonces presidente de la iglesia, Thomas S. Monson anunció los planes de construir un segundo templo en la ciudad de Lima. Sería la segunda ciudad con más de un templo SUD fuera de Utah. La ceremonia de la primera palada fue el 8 de junio de 2019, presidida por Enrique R. Falabella. La construcción del templo de Los Olivos fue anunciado junto con el Templo de Belém, el templo de Quito, Ecuador y el templo de Harare, Zimbabue. El anuncio solo presentó planes de construir un segundo templo en Lima sin especificar la ubicación. A finales de abril la iglesia publicó el anuncio del nuevo nombre oficial en sus redes de noticia web. Tras el anuncio público, la iglesia en ese país buscó un terreno adecuado, escogiendo un terreno donde se encuentran capillas y otros edificios de la iglesia.

## Ubicación
El templo de Los Olivos de la ciudad de Lima se ubica en un terreno donde la iglesia tenía ubicada la capilla de reuniones para los barrios Habish y Cayetano Heredia de la estaca Palao así como el edificio para las clases del Sistema Educativo de la Iglesia. Ambos edificios se han demolido para dar lugar a la construcción del templo. El terreno se encuentra en los límites de la misión SUD Lima Oeste con la misión Lima Centro, en la Avenida Eloy Espinoza con Henry Arredondo, a un costado del Parque Palao. El terreno del templo se encuentra a unos 10 km este del Aeropuerto Internacional Jorge Chávez.

## Construcción
El derrumbe de los edificios que ocupaban el terreno del templo duró unos tres meses culminando a fines de marzo de 2019. El terreno fue nivelado en preparación para la ceremonia de la primera palada en junio de 2019. Luego de una demora de más de un año, la fundación del templo, sus paredes estructurales y el estacionamiento subterráneo se habían completado para septiembre de 2020. El primer piso y el comienzo del segundo prosiguió en octubre así como el techo del templo similar al formato usado para el templo de Laie. En el extremo noreste del terreno se comenzó la construcción de un edificio de hospedaje para visitantes provenientes de largas distancias mientras que en el sudeste del terreno el edificio de hospedaje de misioneros asignados a servir en el templo. El comienzo de la torre central fue a comienzos del 2021 así como las paredes de los edificios anexos. El templo cuenta con un estacionamiento subterráneo.
El edificio está hecho de hormigón prefabricado con un estilo arquitectónico art déco simplificado y fue diseñado sin aguja para combinar con los edificios circundantes. El templo tiene un diseño simétrico de color gris claro con ventanas rectangulares, con una torre de cima plana con un tragaluz sobre el salón celestial.
El interior del edificio tiene tallas y pinturas de ramas de olivo, junto con el símbolo de la voluta (un motivo del estilo barroco), utilizado en otros edificios cívicos y religiosos del Perú. Múltiples elementos en el interior incluyen el diseño de la flor de cantuta, incluidas alfombras hechas a mano y ventanas de vidrio artístico.
El paisajismo del sitio incluye árboles de hoja perenne y palmeras, junto con plantas más pequeñas como suculentas, plantas perennes y cantutas. También tiene cuatro olivos maduros, reflejando el nombre de la ubicación del templo. 

## Dedicación
El templo fue dedicado para sus actividades eclesiásticas el 24 de enero de 2024 por D. Todd Christofferson, siete días antes de que dedicara el Templo de Orem en Utah.
Con 9600 pies cuadrados (891,9 m²) de construcción, es uno de los templos más pequeños operados por la iglesia SUD a nivel mundial. El templo SUD más pequeño es el templo de Colonia Juárez, con 6800 pies cuadrados (631,7 m²) de construcción. El templo se encuentra a 19 796 kilómetros (12 300,7 mi) del Templo de Phnom Penh, en Camboya, y a 19 692 kilómetros (12 236,1 mi) del Templo de Bangkok, Tailandia que los coloca entre los templos SUD más distantes uno del otro a nivel mundial.